# Monochamus ochreosparsus
Monochamus ochreosparsus là một loài bọ cánh cứng trong họ Cerambycidae.